# آن لو نی
آن لو نی (فرانسوی: Anne Le Ny‎؛ زادهٔ ۱۶ دسامبر ۱۹۶۲) هنرپیشه، فیلم‌نامه‌نویس، کارگردان فیلم اهل فرانسه است.
از فیلم‌ها یا برنامه‌های تلویزیونی که وی در آن نقش داشته‌است می‌توان به دست‌نیافتنی‌ها، اعلان جنگ و پرندگان زندان اشاره کرد.